# 名古屋テレビ制作土曜夕方5時30分枠のアニメ
本項目では、名古屋テレビ（メ〜テレ）にて、1977年10月から1990年9月まで毎週土曜17:30 - 18:00（JST、系列局の状況は後述）に設けられていた、テレビアニメの放送枠について取り扱うものとする。

## 概要
本時間帯にて放送されたアニメのうち、『宇宙伝説ユリシーズ31』（1988年、東京ムービー新社・DIC共同制作）を除く全作品の制作を日本サンライズ→サンライズが手掛けていた。またその大半がいわゆるロボットアニメに分類されるものであった。
立ち上げ当初は新規の枠ということもあってか、テレビ朝日系列の全国ネット番組でありながら、地域によって放送時間が異なっており、テレビ朝日では金曜18:00 - 18:30に先行放送されていた。その後、1979年春改編でテレビ朝日では平日18時台前半に首都圏ローカルニュース枠（『6時のサテライト』）を設置することになったため、『機動戦士ガンダム』初回より名古屋テレビの放送時間に合わせ同時ネットを開始。大半の系列局もこれに同調したため、本枠は本格的に土曜17時台後半での全国ネットを確立した。しかし同時間帯に別番組（『ヤングプラザ』『ときめき!!歌謡族』『CLUB紳助』など）を放映していた関係上、編成上の都合がつかなかった朝日放送（ABC、19時台後半にて放送されていた番組を先行放送等）と九州朝日放送（KBC、テレビ東京系列の番組を編成）は金曜17:00 - 17:30にて先行時差放送を継続した（KBCは『Ζガンダム』放送期間中の1985年より同時ネットに移行）。またABCは夏休み期間中は関西ローカルで『全国高校野球選手権大会中継』をするため3 - 4試合開催日は番組を休止し、放送できなかった分は大会終了後に『子供映画大会』（現在の『子供アニメ大会』）枠内で時差放送していた。 
勇者シリーズ第1作『勇者エクスカイザー』の放送期間中であった1990年10月より、ニュース枠「530ステーション」がこの時間に設けられたため、本枠も30分繰り上げとなる17:00開始に変更された。以降1998年4月の再度の時間帯移動を経て、2017年9月まで40年間に亘り名古屋テレビ（メ〜テレ）制作のアニメ枠が存続することとなる。

## 作品リスト
特筆のない作品はいずれも日本サンライズ（現・サンライズ）がアニメーション制作を担当。
| タイトル               | 放映期間                   | 備考 |
| ---------------------- | -------------------------- | --- |
| 無敵超人ザンボット3    | 1977年10月8日1978年3月25日 | 名古屋テレビ制作のテレビアニメ第1号および同枠初のテレビアニメ。 次番組放送開始までの期間は、同番組の再放送で対応。                                                            |
| 無敵鋼人ダイターン3    | 1978年6月3日1979年3月31日  | |
| 機動戦士ガンダム       | 1979年4月7日1980年1月26日  | 同番組より同時ネット、および本枠としては初となるリアルロボットアニメ。 |
| 無敵ロボ トライダーG7  | 1980年2月2日1981年1月24日  | |
| 最強ロボ ダイオージャ  | 1981年1月31日1982年1月30日 | |
| 戦闘メカ ザブングル    | 1982年2月6日1983年1月29日  | |
| 聖戦士ダンバイン       | 1983年2月5日1984年1月21日  | 本枠にメインスポンサーとして参加していたクローバーが、同番組の放送中に倒産。 これに伴い新たにバンダイが、後述の『ドラグナー』までメインスポンサーとして参加。                 |
| 重戦機エルガイム       | 1984年2月4日1985年2月23日  | 放送直前の1月24日には、特別番組「エルガイムスペシャル」を放送。 |
| 機動戦士Ζガンダム      | 1985年3月2日1986年2月22日  | 劇場映画など、他媒体展開を挟んで5年ぶりに制作された、 テレビアニメシリーズとしての「ガンダムシリーズ」の新作。                                                                |
| 機動戦士ガンダムΖΖ     | 1986年3月1日1987年1月31日  | 本枠における「ガンダムシリーズ」の最終作品。 テレビアニメシリーズとしての後続作品に当たる『機動戦士Vガンダム』以降は、 制作局をテレビ朝日に移す形で同系列の別時間帯にて放送。 |
| 機甲戦記ドラグナー     | 1987年2月7日1988年1月30日  | 同作品までリアルロボットアニメ。 1987年6月27日放送分（第19話）にて、本枠での通算放送回数500回を突破。                                                                         |
| 宇宙伝説ユリシーズ31   | 1988年2月6日1988年4月23日  | 東京ムービー新社・DIC共同制作。 次番組の放送開始までのつなぎ番組として、OVAとしてリリースされた12話分を放送。                                                                 |
| 鎧伝サムライトルーパー | 1988年4月30日1989年3月4日  | 同番組より制作体制が一部変更され、『ドラグナー』まで参加していたメインスポンサーのバンダイと 広告代理店の創通エージェンシーに代わり、タカラと東急エージェンシーが新たに参加。 |
| 獣神ライガー           | 1989年3月11日1990年1月27日 | 在名局唯一の永井豪原作作品。 |
| 勇者エクスカイザー     | 1990年2月3日1990年9月29日  | 放送期間中の同年10月6日放送分（第34話）より、土曜17時台前半に30分繰り上げ。 以降の同番組から『勇者王ガオガイガー』までについては、同シリーズの項目を参照。                    |

## 関連頂目

### 放送枠
- 勇者シリーズ（土曜17時台に移動後の名古屋テレビアニメ枠については同シリーズとほぼ重なるため、同項目を参照）
- 名古屋テレビ制作日曜朝7時枠のアニメ（勇者シリーズ終了後の本枠の後継枠。1998年4月 - 2017年9月）
- テレビ朝日系列金曜夕方5時台枠のアニメ（ガンダムシリーズ4作目以降は同枠にて放送）

### 広告代理店
- 創通（『ザンボット3』 - 『ドラグナー』まで参加）
- 東急エージェンシー（『サムライトルーパー』以降の作品に参加）

### スポンサー・関連企業
- クローバー（『ザンボット3』 - 『ダンバイン』前半までのメインスポンサー）
- バンダイ（『ダンバイン』後半 - 『ドラグナー』のメインスポンサー及びプラモデル販売）
- タカラ（現在のタカラトミーにあたる。『サムライトルーパー』以降のメインスポンサー）
- トミー（現在のタカラトミーにあたる。『ダンバイン』後半のスポンサー）
- アオシマ（『ザンボット3』、『ダイターン3』、『トライダーG7』、『ダイオージャ』のプラモデルを販売。）
- セイカノート（『ザンボット3』、『ガンダム』 - 『勇者シリーズ』の文具販売）
- ショウワノート（『ダイターン3』の文具販売）
- キングレコード（『ザンボット3』、『ガンダム』 - 『エクスカイザー』のレコード及びCDを販売）
- 日本コロムビア（『ダイターン3』のレコード及びCDを販売）
- 森永製菓（『ガンダム』以降のサブスポンサー及び『ガンダム』の食玩菓子（チョコレート、キャラメル）販売）
- ベルフーズ（現クラシエフーズ。『ザブングル』の食品（カップラーメン、粉末飲料）を販売）
- 協同乳業（『ダンバイン』のアイスを販売（一部未発売の地域もあった））

### その他
- 富野由悠季（富野喜幸） - 『ザンボット』『ガンダム』など、本枠にて放送されたアニメの制作に多数関与。